# Castillo de Algarra
El castillo de Algarra se halla en el municipio de Algarra, provincia de Cuenca (Comunidad Autónoma de Castilla-La Mancha, España)
Situado en la parte más elevada del cerro donde asienta la población, está bajo la protección de la Declaración genérica del Decreto de 22 de abril de 1949, y la Ley 16/1985 sobre el Patrimonio Histórico Español.

## Historia
Existen pocas noticias del Castillo de Algarra, de su construcción, existencia y destrucción. 
De las murallas árabes quedan escasos restos, reducidos a un pequeño recinto "que podría haber custodiado alguna torre vigía de la ruta que subía de Valencia". No se nombra en las crónicas de la conquista cristiana de la zona de principios del siglo XIII, de donde puede deducirse que de existir entonces su importancia sería escasa.
A tenor de los formidables muros, la época de mayor esplendor pudo ser la baja Edad Media.
En el siglo XVII estaba en poder del Marquesado de Moya y en el siglo XVIII se convertiría en villa de Señorío del Marquesado de Villena.

## Ubicación y descripción
A mediados del siglo XIX (1845) al decir de Algarra, anota Pascual Madoz:

«en el confín oriental de la prov(incia)., lindando con la de Valencia, sobre una elevada colina, con restos de fort(ificación). ant(igua)».
Diccionario Geográfico Histórico-Estadístico de España y sus posesiones de Ultramar, Pascual Madoz

Sus ruinas se hallan en la cima del cerro rocoso, con cornisa de mediana potencia en la vertiente noroccidental –coordenadas-: 
- Latitud: 40°0′8.658″ N.
- Longitud: 1°26′10.6404″ O

Posee planta alargada con perímetro irregular, adaptado al terreno, lo que permite calificarlo de castillo roquero, táctico-estratégico, construido para defender un paso de montaña, así como las huertas y cultivos aledaños. La población que se formó a su amparo ocupa la vertiente sur-oriental, posee iglesia parroquial, que a mediados del siglo XIX (1845) era aneja de la de Alcalá de la Vega.
Los muros exteriores son de gran espesor, basados en mampostería de piedras encaradas tomadas con argamasa de cal y canto, conservándose algunos lienzos de muralla correspondientes al cerramiento perimetral: uno septentrional (rectilíneo) y otro curvado (noroccidental). 
En el extremo noroccidental pueden verse restos de una construcción muy perdida que pudo corresponder a una torre o estructura similar. La gran destrucción que sufren las ruinas pone en evidencia que las piedras de sus murallas, torres y demás construcciones intramuros, fueron reutilizadas para otras construcciones.
En la zona suroccidental de la planicie del castillo se halla el cementerio parroquial actual: entre sus muros hay un recinto separado correspondiente al cementerio civil, donde se enterraban los suicidas, excomulgados y muertos sin bautizar.
Asimismo, en el recinto del castillo se halla el depósito de agua potable que abastece a la población. 
Desde la cima del castillo pueden observarse magníficas vistas del entorno -singularmente hacia el suroeste-: la vega de Algarra, el río de su nombre (que rinde sus aguas al río Ojos de Moya) y el valle en el que se hallan las distintas poblaciones, Casas de Garcimolina, Santo Domingo de Moya, el cerro y Ruinas de Moya, El Arrabal de Moya, Huertos de Moya y Landete.
A los pies del cerro donde asientan las ruinas del castillo -y la población- discurre la CUV-5003 que une la CN-420 (en Salvacañete) con la CN-330 (en Landete).